# Schéma national d'intervention des forces de sécurité

Positionnement des unités d'intervention en France métropolitaine et Outre-mer

En France, le schéma national d'intervention des forces de sécurité (SNI) est un dispositif du ministère de l'Intérieur en vigueur depuis 2016 visant à organiser la réponse des unités d'intervention de la Police nationale et de la Gendarmerie nationale face aux attaques terroristes sur le territoire national.
Cet article concerne donc les actions d'intervention contre-terroriste qui sont des opérations de police administrative (voir définitions ci-dessous).

## Définitions

### L'intervention
Pour les forces de la  Police nationale et de la Gendarmerie nationale française, « l’intervention est une opération de police administrative ou judiciaire, exécutée collectivement — de manière planifiée ou dans l’urgence — et qui s’inscrit dans un cadre juridique ou administratif déterminé ».
- exemple d'opération de police judiciaire : interpellation domiciliaire
- exemple d'opération de police administrative : intervention lors de la commission d'un acte terroriste.

La notion d’intervention englobe une action graduée, proportionnée, allant de la médiation à la négociation et se prolongeant éventuellement jusqu’à l’emploi de la force, afin d’interpeller ou d’appréhender — et à défaut de « neutraliser » — un ou des individus pour anticiper ou faire cesser une infraction ou un trouble à l’ordre public.

### Anti-terrorisme et contre-terrorisme
Dans le vocabulaire des forces d'intervention : 
- L'anti-terrorisme est une action basée sur la collecte de renseignement et qui concerne donc en priorité la communauté du renseignement, la justice, la Police et la Gendarmerie.
- Le contre-terrorisme est l'intervention des forces de police et de gendarmerie (voire éventuellement des forces armées) - et notamment celle des unités d'intervention.

Il faut toutefois noter que ces définitions ne sont pas partagées par tous les acteurs de la lutte anti-terrorisme. Ainsi, les milieux du renseignement, et notamment la DGSE, utilisent le terme de contre-terrorisme pour définir l'ensemble des actions menées (de la collecte d'information à la neutralisation).

## Unités d'intervention[3]

### Intervention élémentaire (niveau 1)
Mission : bouclage de zone
L’intervention élémentaire est dévolue à tous les policiers et gendarmes présents sur le lieu de l'attentat, premiers à parvenir immédiatement sur les lieux et à faire face aux terroristes. Ils sont également appelés primo-arrivants. Leur rôle doit consister à boucler la zone afin de circonscrire la zone de crise et d'éviter le sur-attentat dans l'attente des unités des niveaux 2 et 3.
Dans la Gendarmerie nationale, deux niveaux d'intervention sont existants. L'un dit d'Intervention Professionnelle (Pour les unités élémentaires) et un dit d'Intervention Spécialisée (Dirigé par le GIGN et sous son commandement).
Police nationale
- Brigades de police secours
- Brigades territoriales de contact (BTC)
- Toute unité de voie publique hors unités spécialisées

Gendarmerie nationale
- Brigades territoriales de gendarmerie départementale
- Escadrons départementaux de sécurité routière
- Peloton de marche des escadrons de gendarmerie mobile et compagnie de sécurité et d'honneur de la garde républicaine

### Intervention intermédiaire (niveau 2)
Mission : fixer
Ces unités d'intervention de proximité constituent les premiers renforts des primo-intervenants dans les meilleurs délais. Ces forces ont pour objectif de fixer les terroristes afin qu’ils se retranchent tout en préservant la vie des éventuels otages et des membres des forces de l’ordre.

#### Police nationale
- Compagnie de sécurisation et d'intervention (CSI)
- Brigade anti-criminalité (BAC)
- Compagnie ou Section Départementale D'Intervention de la DCSP ( CDI et SI )
- Sections d'intervention de 4e génération (SPI4G) des CRS
- Unités légères d’Intervention et de Réaction Rapide (ULI2R) des Compagnies d'interventions (CI) de la Préfecture de Police de Paris
- Brigades de recherche et d'intervention (BRI Province)
- Compagnie des transfèrements escortes et protection COTEP

#### Gendarmerie nationale
- Pelotons de surveillance et d'intervention de la Gendarmerie.
- Pelotons d'intervention (PI) de la gendarmerie mobile ou de la garde républicaine.

### Intervention spécialisée (niveau 3)
Mission : assaut

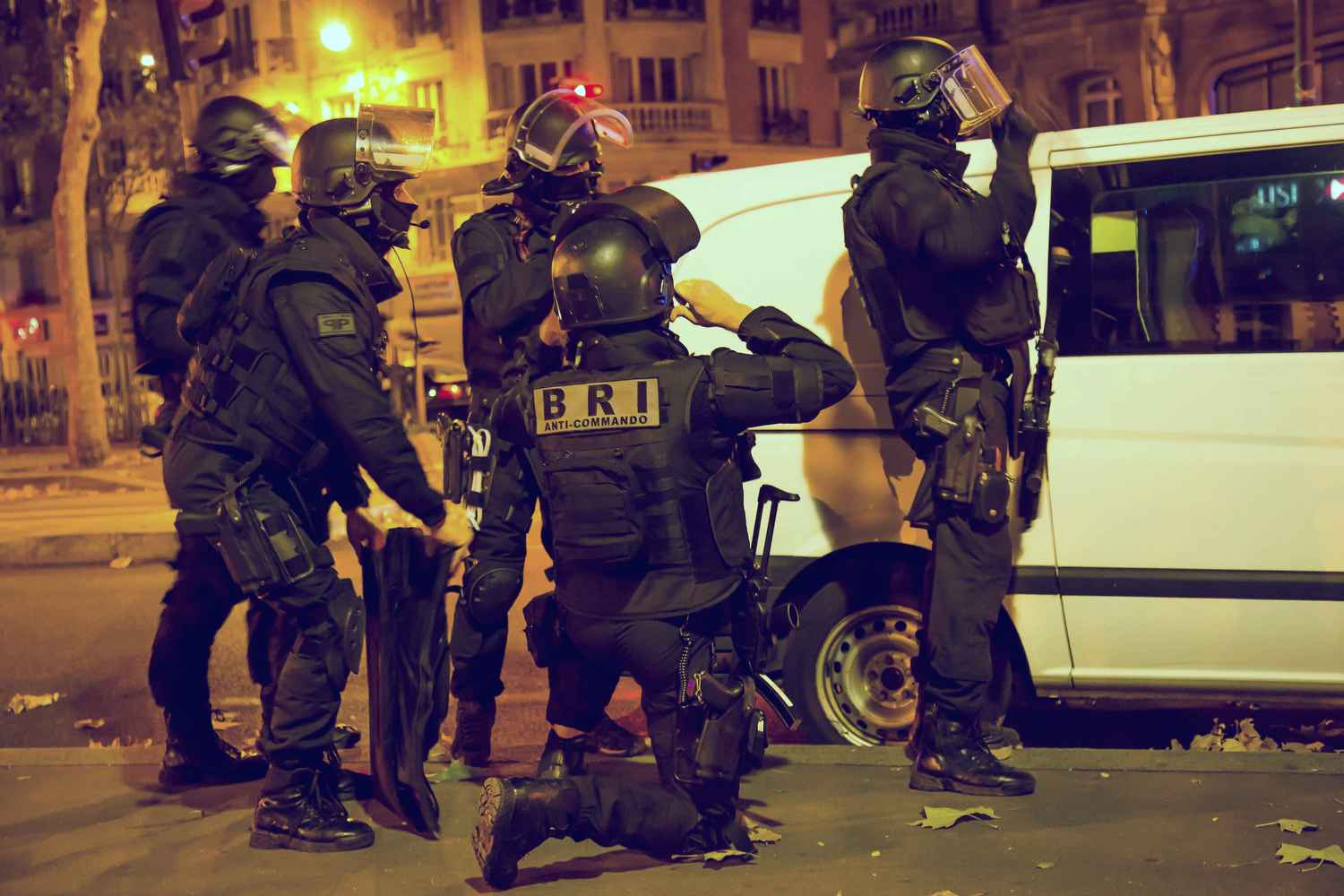
Intervention nocturne de la Brigade anticommando, Porte-de-Versailles

Ces unités d'élite de la police et de la gendarmerie interviennent pour leur part au plus tôt pour déjouer les différents pièges et contourner les difficultés mises en place par les terroristes (confinement complexe, utilisation d’explosifs, piégeages, bombe sale, substances chimiques, pression psychologique et médiatique, etc.) avant de donner l’assaut final qui doit neutraliser les terroristes.

#### Police nationale
- Recherche, assistance, intervention, dissuasion (RAID)
- Brigade anti-commando de la Préfecture de police de Paris (BRI-BAC)

#### Gendarmerie nationale
- Groupe d'intervention de la Gendarmerie nationale (GIGN - Intervention Spécialisée)
- Antenne du Groupe d'intervention de la Gendarmerie nationale (AGIGN - Intervention Spécialisée)
- Pelotons spécialisés de protection de la Gendarmerie (formés et recyclés par le GIGN)